# Anatoma crispata
Anatoma crispata é uma espécie de molusco pertencente à família Anatomidae.
A autoridade científica da espécie é Fleming, tendo sido descrita no ano de 1828.
Trata-se de uma espécie presente no território português, incluindo a zona económica exclusiva.